# SYT5
SYT5‏ (Synaptotagmin 5) هوَ بروتين يُشَفر بواسطة جين SYT5 في الإنسان.